# Pulchrana baramica
Pulchrana baramica là một loài ếch trong họ Ranidae.
Nó được tìm thấy ở Brunei, Indonesia, Malaysia, và Singapore.
Các môi trường sống tự nhiên của chúng là các khu rừng ẩm ướt đất thấp nhiệt đới hoặc cận nhiệt đới, đầm nước nhiệt đới hoặc cận nhiệt đới, và đầm nước.
Nó không được xem là bị đe dọa theo IUCN.